# 约翰·休厄尔
约翰·休厄尔（英語：John Sewell，1882年4月23日—1947年7月18日），英国男子拔河运动员。他曾代表英国参加1912年和1920年夏季奥林匹克运动会拔河比赛，获得一枚金牌和一枚银牌。